# 中津川インターチェンジ
中津川インターチェンジ（なかつがわインターチェンジ）は、岐阜県中津川市千旦林にある中央自動車道のインターチェンジである。

## 概要
起点側から数えて岐阜県で最初のインターチェンジである。高井戸ICへ向かう上り線は、次のインターチェンジである園原ICとの間に延長5,000 mを超える恵那山トンネルを抱えるため、道路法第46条第3項の規定などに基づき、危険物積載車両の通行が禁止されているが、園原ICは中津川ICを含む小牧JCT方面からのみの出入口の設置に限られており高井戸IC方面とは接続していないため、実質的にはさらに次の飯田山本ICとの間が通行禁止となっている（飯田山本ICが完成する前は当ICから飯田ICとの間が通行禁止となっていた）。

## 道路

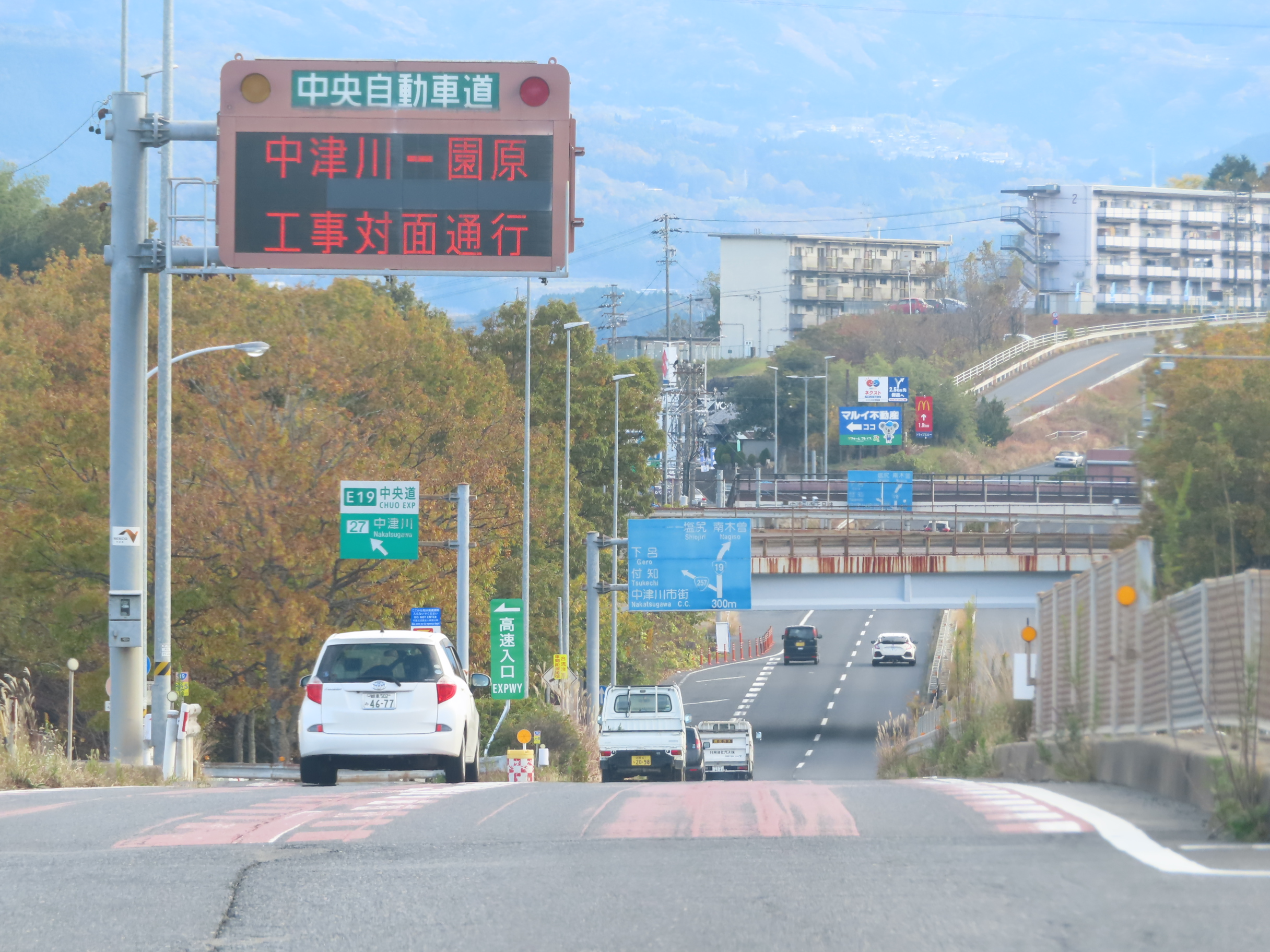
国道19号上り線から中津川インターチェンジ入口（2021年11月）

- E19 中央自動車道（27番）

## 接続する路線
- 国道19号

## 料金所
- ブース数：9

### 入口
- ブース数：3
  - ETC専用：1
  - ETC・一般：1
  - 一般：1

### 出口
- ブース数：6
  - ETC専用：1
  - ETC・一般：1
  - 一般：4

## 周辺
- JR東海 中央本線 - 中津川駅・美乃坂本駅
- 中山道（木曽路）
  - 馬籠宿
  - 妻籠宿
  - 田立の滝
  - 寝覚の床

## 中津川バスストップ
- 中津川バスストップは、中津川インターチェンジに併設されている中央自動車道のバス停留所である。上下線の料金所の間にある。

### 停車する路線
- 中央道高速バス（中央高速バス）
  - 新宿・名古屋線
馬篭BS - 中津川BS - 恵那BS
  - 箕輪・名古屋線
馬篭BS - 中津川BS - 瑞浪天徳BS
  - 箕輪・栄・名古屋線
馬篭BS - 中津川BS - 瑞浪天徳BS
- JRバス
  - 甲府・名古屋線（「名古屋ライナー甲府号」） ※山梨交通と共同運行
馬篭BS - 中津川BS - 瑞浪天徳BS

### バス停へのアクセス
- 中津川駅、美乃坂本駅及び東鉄恵那車庫バス停（東濃鉄道バス恵那営業所前）から北恵那交通バス坂本三坂線、中津川インター口から徒歩6分。
- 中津川駅から北恵那交通バス市民病院行で、松源寺バス停から徒歩15分。
- 中津川駅から北恵那交通バス中京学院大学行で、上手賀野バス停から徒歩20分。

## 隣
E19 中央自動車道
(26-2)園原IC - (TN)恵那山トンネル - (PA)神坂PA/馬篭BS/SIC（SICは事業中） - (27)中津川IC/BS - (SA)恵那峡SA - (28)恵那IC